# أمجد عابد
أمجد عابد (23 ديسمبر 1977 -)، ممثل مصري.

## عنه
لمع نجمه بتجسيد شخصية (وديع) في سلسلة إعلانات (ميلودي أفلام) بجانب أيمن قنديل (تهامي باشا)، ومن خلال تلك الإعلانات نال شهرة واسعة رشحته للعديد من الأعمال الفنية منها مسلسل (عمارة يعقوبيان) عام 2006، ثم عدة أدوار صغيرة في أعمال أخرى.

## من أعماله

### أفلام
- أوشن 14 2016
- فص ملح وداخ 2016
- أنا بضيع يا وديع 2011
- ليلة البيبي دول 2008
- عمارة يعقوبيان 2006
- دم الغزال 2005

### مسلسلات
- الكبير أوي 7 2023

- في بيتنا روبوت 2021

- النمر 2021
- أفراح القبة 2016
- نيللي وشريهان 2016
- الكبير أوي 5 2015
- الصعلوك 2015
- الكبير أوي 4 2014
- صديق العمر 2014
- حواكة بوت 2009 - سيت كوم
- عمارة يعقوبيان 2007
- آن الأوان 2006
- عبد الحميد أكاديمي 2005 - سيت كوم
- رجل الأقدار 2003
- الامام البخاري
- الكبير أوي 7 2023

## برامج
- متحف الدحيح الحلقة الرابعة ستيف جوبز.[2]

## روابط خارجية
- أمجد عابد على موقع الدهليز
- أمجد عابد على موقع قاعدة بيانات الأفلام العربية